# Vladimir Miholjević
Radoslav Rogina (Zagreb, 18 de gener de 1974) és un ciclista croat, ja retirat, que fou professional del 1997 al 2012. En el seu palmarès destaquen tres Campionats de Croàcia en ruta i un en contrarellotge. El 2008 va prendre part en els Jocs Olímpics d'Estiu de Pequín. Des del 2015 organitza la Volta a Croàcia i forma part de la direcció esportiva de l'equip Bahrain-Merida.
El seu germà Hrvoje i el seu fill Fran també s'han dedicat al ciclisme.

## Palmarès
- 1998
  -  Campió de Croàcia en ruta
  - 1r a la Volta a Croàcia i vencedor de 2 etapes
- 2000
  -  Campió de Croàcia en ruta
  - 1r al Tour del Doubs
  - 1r a la Jadranska Magistrala i vencedor d'una etapa
- 2001
  - 1r al Poreč Trophy 1
- 2012
  -  Campió de Croàcia en ruta
  -  Campió de Croàcia en contrarellotge

### Resultats al Giro d'Itàlia
- 2002. 35è de la classificació general
- 2003. 40è de la classificació general
- 2004. 24è de la classificació general
- 2005. 31è de la classificació general
- 2006. Abandona (14a etapa)
- 2007. 65è de la classificació general
- 2008. 21è de la classificació general
- 2009. 53è de la classificació general
- 2010. 25è de la classificació general
- 2011. 31è de la classificació general

### Resultats al Tour de França
- 2003. 50è de la classificació general

### Resultats a la Volta a Espanya
- 2002. 24è de la classificació general
- 2004. 78è de la classificació general